# Eraldo Monzeglio
Eraldo Monzeglio (Vignale Monferrato, Alessandria, 5 de junio de 1906-Turín, 3 de noviembre de 1981) fue un futbolista y director técnico italiano. Se desempeñaba en la posición de defensa.

## Selección nacional
Fue internacional con la selección de fútbol de Italia en 33 ocasiones. Debutó el 11 de mayo de 1930, en un encuentro válido por la Copa Dr. Gerö ante la selección de Hungría que finalizó con marcador de 5-0 a favor de los italianos.

### Participaciones en Copas del Mundo
| Mundial                        | Sede    | Resultado |
| ------------------------------ | ------- | --------- |
| Copa Mundial de Fútbol de 1934 | Italia  | Campeón   |
| Copa Mundial de Fútbol de 1938 | Francia | Campeón   |

## Clubes

### Como futbolista
| Club          | País   | Año         |
| ------------- | ------ | ----------- |
| Casale Calcio | Italia | 1923 - 1926 |
| Bologna F. C. | Italia | 1926 - 1935 |
| A. S. Roma    | Italia | 1935 - 1939 |

### Como entrenador
| Club            | País   | Año         |
| --------------- | ------ | ----------- |
| Calcio Como     | Italia | 1946 - 1947 |
| Nuova Pro Sesto | Italia | 1947 - 1949 |
| S. S. C. Napoli | Italia | 1949 - 1956 |
| Monza Brianza   | Italia | 1956 - 1957 |
| U. C. Sampdoria | Italia | 1958 - 1962 |
| S. S. C. Napoli | Italia | 1962 - 1963 |
| Juventus F. C.  | Italia | 1963 - 1964 |
| F. C. Chiasso   | Suiza  | 1966        |
| F. C. Chiasso   | Suiza  | 1973        |

## Palmarés

### Como futbolista

#### Campeonatos nacionales
| Título  | Club          | País   | Año     |
| ------- | ------------- | ------ | ------- |
| Serie A | Bologna F. C. | Italia | 1928-29 |

#### Copas internacionales
| Título                 | Equipo              | País   | Año  |
| ---------------------- | ------------------- | ------ | ---- |
| Copa Mundial de Fútbol | Selección de Italia | Italia | 1934 |
| Copa Mundial de Fútbol | Selección de Italia | Italia | 1938 |

### Como entrenador

#### Campeonatos nacionales
| Título  | Club            | País   | Año     |
| ------- | --------------- | ------ | ------- |
| Serie B | S. S. C. Napoli | Italia | 1949-50 |